# Kirkaldyia deyrolli
Kirkaldyia deyrolli – gatunek pluskwiaka z podrzędu różnoskrzydłych i rodziny Belostomatidae, występującego w południowo-wschodniej Azji, Chinach, Tajwanie, Korei i Japonii, osiąga 5,5 cm (samce) lub 6,3 cm (samice), o szerokim tułowiu i mocno zbudowanych odnóżach, barwa tułowia jednolicie ciemna, przedtułów bywa jaśniejszy. Poluje m.in. na małe kręgowce, w tym ryby, płazy, żółwie i węże (w tym jadowite).